# James P. Mitchell
Pour les articles homonymes, voir James Mitchell et Mitchell.
James Paul Mitchell, né le 12 novembre 1900 à Elizabeth (New Jersey) et mort le 19 octobre 1964 à (New York), est un homme politique américain. Membre du Parti républicain, il est secrétaire au Travail entre 1953 et 1961 dans l'administration du président Dwight D. Eisenhower.